# Un cuerpo desnudo
Un cuerpo desnudo es una película peruana de 2008 dirigida por Francisco Lombardi, una versión actualizada y extendida de Los Amigos, el episodio de Cuentos inmorales que había dirigido 30 años antes.

## Sinopsis
El Capitán Burdeles invita a tres amigos de siempre, Coraza, Doctore y El Negro, a la reunión de trago y juego de cartas que suelen celebrar los sábados. Mientras lo esperan, reciben una llamada de El Negro que ha tenido una pelea en un hostal con su expareja, Mariana. Los amigos acuden al lugar y logran trasladar a Mariana, que ha perdido el conocimiento, al lugar de la reunión. Juegan y preparan tragos mientras esperan que se recupere. Pero esto no sucede y pronto se verán en la alternativa de tener que librarse de un cuerpo que se ha convertido en aparente prueba de un crimen. Durante la larga noche aparecerán los fantasmas del machismo, la frustración y la impostura tan característicos en ciertos sectores sociales de nuestra cultura.

## Reparto
- Gustavo Bueno - Capitán Burdeles
- José Miguel Arbulú - Coraza
- Haysen Percovich - Negro
- Gonzalo Torres - Doctore
- Carla Vallenas - Mariana

## Premios
Esta película fue seleccionado para la sección “World Greats”, Festival des Films du Monde, Montreal 2009.